# Vărsător (zodie)

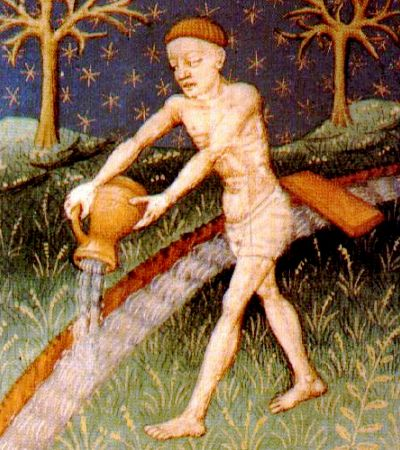
O reprezentare medievală a sacagiului, simbolul zodiei Vărsător.

Vărsător (♒) este un semn astrologic, care este asociat cu constelația Vărsător. Soarele se află în constelația Vărsătorului din 20 ianuarie până în 19 februarie, iar după astrologia siderală din 13 februarie până în 14 martie.